# Godsmack
Godsmack är ett amerikanskt postgrunge/nu-metal-band, bildat 1996 i Boston, Massachusetts. Bandet bestod ursprungligen av sångaren Sully Erna, gitarristen Tony Rambola, basisten Robbie Merrill och trummisen Tommy Stewart. Stewart har senare ersatts av Shannon Larkin, tidigare i bandet Amen.

## Medlemmar
Nuvarande medlemmar
- Sully Erna – sång, rytmgitarr, keyboard, munspel, trummor, slagverk (1995– )
- Robbie Merrill – basgitarr (1995– )
- Tony Rombola – sologitarr, bakgrundssång (1996– )
- Shannon Larkin – trummor, slagverk (2002– )

Tidigare medlemmar
- Lee Richards – sologitarr (1995–1996)
- Tommy Stewart – trummor, slagverk (1995–1996, 1998–2002)
- Joe D'Arco – trummor, slagverk (1996–1998)

## Diskografi
Studioalbum
- 1998 – All Wound Up
- 1998 – Godsmack
- 2000 – Awake
- 2003 – Faceless
- 2004 – The Other Side
- 2006 – IV
- 2010 – The Oracle
- 2014 – 1000hp

Livealbum
- 2012 – Live & Inspired

EP
- 2004 – The Other Side

Samlingsalbum
- 2007 – Good Times, Bad Times... Ten Years of Godsmack

Singlar (#1 på Billboard Hot Mainstream Rock Tracks)
- 2000 – "Awake"
- 2002 – "I Stand Alone"
- 2003 – "Straight Out of Line"
- 2006 – "Speak"
- 2009 – "Whiskey Hangover"
- 2010 – "Cryin' Like a Bitch"